# 消除类游戏
消除类游戏是益智游戏的一种，玩家游戏过程中主要是将一定量相同的游戏元素，如水果、宝石、动物头像、积木麻将牌等，使它们彼此相邻配对消除来获胜。通常是将三个同样的元素配对消除，所以此类又称为“三消游戏”。
消除类游戏的界面主要是一堆看起来混乱排列的游戏元素，这起源于20世纪80年代后期的一些游戏如俄罗斯方块，消除类游戏在2000年开始随着益智类游戏在互联网的传播流行起来，尤其是寶石方塊系列游戏。

## 历史
同类元素配对消除的游戏机制最早在非电子游戏中就有了，包括麻将消除和接龍卡牌游戏。俄罗斯方块和同色游戏都在1985年发布，虽然都是消除类游戏，但是在时间压力、设计重点、积木样式、消除效果等方面还是有所不同。第二代著名的消除游戏，Puzznic和Plotting在1989年诞生。

## 脚注
1. ↑  Juul (2009) p. 98